# Nimrat Kaur
Nimrat Kaur (Rayastán, India; 13 de marzo de 1982) es una actriz india. Comenzó su carrera como modelo de impresión y pasó a actuar en teatro. Después de breves apariciones en algunas películas, Kaur protagonizó la producción de Anurag Kashyap Peddlers, que se proyectó en el Festival Internacional de Cine de Cannes de 2012. Luego tuvo un papel decisivo en The Lunchbox, un drama aclamado por la crítica que coprotagonizó con Irrfan Khan y que se proyectó en el Festival Internacional de Cine de Cannes de 2013.
En 2015, Kaur tuvo el papel recurrente como la agente del Inter-Services Intelligence (ISI) Tasneem Qureishi en la cuarta temporada de la serie de televisión estadounidense Homeland. Luego actuó junto a Akshay Kumar en el thriller de guerra Airlift. En 2016, Kaur interpretó a Rebecca Yedlin en la segunda temporada de la serie de televisión estadounidense Wayward Pines. En febrero de 2020, regresó para la octava y última temporada de Homeland como parte del elenco principal.

## Biografía

### Infancia y juventud
Kaur nació en una familia sij en Pilani, Rayastán. Su padre era un oficial del ejército indio y tiene una hermana menor, Rubina, que es psicóloga en Bangalore. Su familia vivía en Patiala y ella estudió en la escuela pública Yadavindra, Patiala. En 1994, su padre fue secuestrado y asesinado por terroristas de Cachemira. A partir de entonces, su familia se mudó al suburbio de Delhi, Noida, donde ella creció y asistió a la escuela pública de Delhi, Noida. Más tarde, estudió en el Colegio comercial Shri Ram de la Universidad de Delhi y obtuvo un B.Com Hons en comercio.

### Carrera

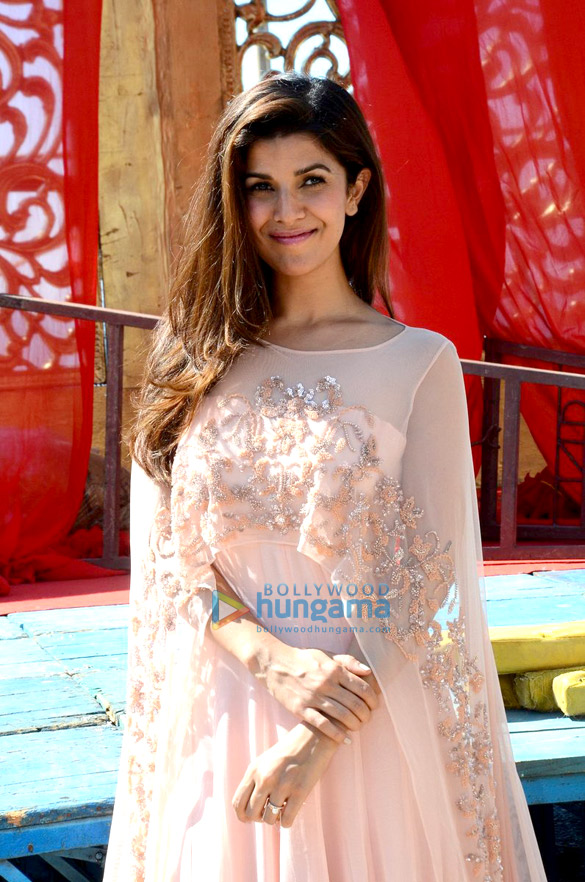
La actriz Nimrat Kaur en el encuentro con medios de comunicación para promocionar la película Airlift

Después de sus estudios, Kaur se mudó a Mumbai y trabajó como modelo de impresión. Comenzó a trabajar como actriz de teatro apareciendo en obras como Baghdad Wedding (2012), All About Women y Red Sparrow, trabajando con directores como Sunil Shanbag y Manav Kaul.
Kaur apareció en los videos musicales de las canciones «Tera Mera Pyar» de Kumar Sanu y «Yeh Kya Hua» de Shreya Ghoshal en 2004. Los videos fueron dirigidos por el escritor y editor Apurva Asrani. También hizo anuncios televisivos.
Kaur hizo su debut cinematográfico con un pequeño papel en una película inglesa, One Night with the King (2006), que se rodó en Rayastán. Su debut cinematográfico en hindi llegó con Peddlers en 2012, producida por Anurag Kashyap. La película se proyectó en el Festival de Cine de Cannes con buenas críticas.
Kaur llamó la atención del público cuando apareció en un comercial de Cadbury Silk.
Kaur asistió al festival de Cannes por segunda vez con la película romántica epistolar The Lunchbox (2013). La película fue un éxito comercial y de crítica. Kaur recibió críticas muy favorables por su interpretación de una esposa solitaria que comienza una amistad con un hombre (interpretado por Irrfan Khan) a través de cartas. Raja Sen de Rediff.com dijo sobre la actuación de Kaur: «Es una actuación desarmantemente natural que es imposible de olvidar y difícil de analizar, y en este espacio limitado uno puede simplemente expresar admiración». Jay Weissberg de Variety la llamó una «presencia radiante» y Pratim D. Gupta de The Telegraph dijo: «Nimrat se despoja de todo el sentimentalismo para otorgar dignidad y gracia al personaje. Este es un debut brillante».
En 2014, Kaur interpretó a la agente del ISI Tasneem Qureishi en la cuarta temporada de la serie de televisión estadounidense Homeland. El mismo año se comprometió a protagonizar con Rajkummar Rao un drama psicológico que sería dirigido por Saurabh Shukla.
En 2016, actuó en el drama bélico Airlift, junto a Akshay Kumar. Basada en la operación civil de evacuación de indios con base en Kuwait durante la guerra entre Irak y Kuwait, la película se estrenó el 22 de enero con críticas en su mayoría positivas. Rajeev Masand en su reseña escribió: «En su mayor parte, la película se siente auténtica, y Nimrat Kaur se integra perfectamente. Aunque está un poco incómoda en las primeras escenas, ella se recupera cuando debe pronunciar un mordaz monólogo durante una crisis de fe por las acciones de su esposo». La película fue un éxito financiero. Kaur también comenzó a interpretar a Rebecca Yedlin en la segunda temporada de la serie de televisión estadounidense Wayward Pines en 2016.
En 2017, Kaur interpretó a Shikha Sharma en la serie web hindi The Test Case. Regresó para la octava y última temporada de Homeland como parte del elenco principal en febrero de 2020. Kaur coprotagonizó la película Dasvi de Netflix de 2022, y en 2023 interpretó a Yanna Seldon en la segunda temporada de la serie de ciencia ficción Foundation.

## Filmografía

### Cine
| Cine | Cine                         | Cine                     | Cine         |
| Año  | Título                       | Papel                    | Notas        |
| ---- | ---------------------------- | ------------------------ | ------------ |
| 2005 | Yahaan                       | Presentadora de noticias |              |
| 2006 | One Night with the King      | Sarah                    |              |
| 2010 | Encounter                    |                          | Cortometraje |
| 2012 | Peddlers                     | Kuljeet                  |              |
| 2012 | Luv Shuv Tey Chicken Khurana | Muskaan Khurana          | Cameo        |
| 2013 | The Lunchbox                 | Ila                      |              |
| 2015 | El'ayichi                    | Padu                     | Cortometraje |
| 2016 | Airlift                      | Amrita Katyaal           |              |
| 2022 | Dasvi                        | Bimla Devi               |              |

### Televisión
| Televisión | Televisión    | Televisión       | Televisión                      |
| Año        | Título        | Papel            | Notas                           |
| ---------- | ------------- | ---------------- | ------------------------------- |
| 2014       | Homeland      | Tasneem Qureishi | Elenco recurrente (temporada 4) |
| 2020       | Homeland      | Tasneem Qureishi | Elenco principal (temporada 8)  |
| 2016       | Wayward Pines | Rebecca Yedlin   | Elenco principal (temporada 2)  |
| 2023       | Fundación     | Yanna Seldon     | Elenco recurrente (temporada 2) |

### Videos musicales
| Año  | Título         |
| ---- | -------------- |
| 2005 | Tera Mera Pyar |
| 2005 | Ye Kya Hua     |
| 2009 | Chaandan Mein  |

### Series web
| Año  | Título        | Papel                  |
| ---- | ------------- | ---------------------- |
| 2016 | Love Shots    | Arshi                  |
| 2017 | The Test Case | Capitana Shikha Sharma |